# Wistedt
Wistedt település Németországban, azon belül Alsó-Szászország tartományban. Lakosainak száma 1765 fő (2023. december 31.).

## Népesség
A település népességének változása:
| Lakosok száma | 1743 | 1754 | 1763 | 1753 | 1745 | 1765 |
|               | 2016 | 2017 | 2019 | 2021 | 2022 | 2023 |